# Kendal Lythe
Kendal Lythe, geb. Menzies (* 22. Januar 1980 in Northampton), ist eine ehemalige britische Biathletin und Skilangläuferin.

## Karriere
Kendal Lythe wuchs in Milton Keynes auf und trat 1997 den britischen Streitkräften bei. Im selben Jahr begann sie mit dem Skilanglauf und dem Biathlonsport. Sie trat nicht international in Erscheinung, war aber national in den 2000er Jahren eine erfolgreiche Athletin. Eine internationale Karriere strebte sie aufgrund der geringen Förderung durch den Verband nicht an, sondern betrieb den Sport nur nebenher und konzentrierte sich auf die militärische Karriere. 2002 gewann die Sportsoldatin bei den britischen Meisterschaften mit Silber in der Staffel und im Teamwettbewerb für die Royal Artillery startend ihre ersten Medaillen. Ein Jahr später gewann sie mit dem Massenstart ihren ersten nationalen Titel, zudem Silber im Einzel und im Sprintrennen. Weitere Medaillen folgten 2006 mit den Silbermedaillen in der Staffel, im Team und mit der Militärpatrouille. Lythes letzte Titelkämpfe waren 2007. Sie gewann ihren zweiten nationalen Titel, nun im Teamwettbewerb an der Seite Caroline Harts, Anna Downs’ und Leah Coxons, und zudem Silber mit der Militärpatrouille. Danach beendete sie ihre sportliche Karriere.